# 白鳥正喜
白鳥 正喜（しらとり まさき、1937年 - ）は、日本の大蔵官僚、経済学者。元大蔵省国際金融局次長。専門は国際金融論、開発経済学。

## 来歴
東京都立大学附属高等学校を経て、1960年に東京大学法学部第2類（公法コース）を首席で卒業。大蔵省に入省する（為替局総務課）。1962年6月に関東財務局理財部。1963年6月には経済企画庁調整局貿易為替課へ出向。1964年4月に大臣官房財務参事官付調査主任（フルブライト留学生としてコロンビア大学留学）。1966年12月に国際金融局企画課長補佐（総括・企画・貴金属特会）。その後、IMF財務局上級エコノミストやOECD日本政府代表参事官などを経て、国際金融局課長・次長となる。主に国際金融の仕事に従事した。退官後は、世界銀行理事、海外経済協力基金（OECF）理事、アメリカンファミリー生命保険会社シニア・アドバイザー、JICA非常勤理事などを務める。
入省同期に、伊吹文明、安部彪（会計検査院事務総長、国民金融公庫副総裁）、朝比奈秀夫（大臣官房審議官、万博記念協会理事長）、千野忠男（財務官、アジア開発銀行総裁）、篠沢恭助（大蔵事務次官、国際協力銀行総裁）、水谷文彦（沖縄開発事務次官、住宅・都市整備公団副総裁）、藤田弘志（理財局次長、名古屋証券取引所理事長）などがいる。
経済学者としても活動し、東京大学教養学部、慶應義塾大学商学部などの非常勤講師や立命館大学客員教授を歴任後、近畿大学教授となった。
2007年の春の叙勲で瑞宝中綬章を受章した。

## 著書

### 単著
- 『世界銀行グループ』（国際開発ジャーナル、1993年）
- 『ODAフロンティア』（大蔵省印刷局、1995年）
- 『開発と援助の政治経済学』（東洋経済新報社、1997年）

### 共編著
- 『図説国際金融』（財経詳報社、1985年）

### 監訳
- 『東アジアの奇跡』（世界銀行著、海外経済協力基金、開発経済問題研究会訳、東洋経済新報社、1993年）
- 『東アジアの経済発展と政府の役割』（青木昌彦ほか編、日本経済新聞社、1997年）